# DJ Screw
Robert Earl Davis, Jr., né le 20 juillet 1971 à Smithville dans l'État du Texas aux États-Unis, et mort le 16 novembre 2000 à Houston dans le même État à la suite d'une surdose de codéine, plus connu sous le nom de DJ Screw, était un DJ américain de hip-hop basé à Houston.

## Biographie
Robert Earl Davis, Jr. est né à Smithville, Texas. Son père, Robert Earl Davis Sr., était un camionneur de longue distance basé à Houston. Sa mère, Ida May Deary, qui a eu une jeune fille issue d’un précédent mariage, est venue dans la région de Smithville pour être avec sa mère lorsque son fils est né en 1971. Elle revient plus tard à Houston, mais le mariage est en train de s’effondrer ; bientôt, il sera terminé, et elle et ses enfants déménagent à Los Angeles pendant quelques années, puis retournent à Houston et retournent à Smithville en 1980 quand Davis a neuf ans. [2]
Quand il était jeune, DJ Screw aspirait à être un camionneur comme son père, mais voir le film de break dance à succès de 1984 Breakin' et découvrir la platine vinyle de sa mère l’a attiré vers la musique. Son admiration pour la musique classique le pousse à reprendre les cours de piano. Après sept ans de pratique, il a pu jouer des œuvres comme Etude in C major de Chopin à l’oreille [citation nécessaire]. Son intérêt musical a changé alors qu’il a pris les disques B.B. King et Johnnie Taylor de sa mère et les a griffés sur la platine comme les DJs l’ont fait, ralentissant le disque en rotation et le permettant ensuite de revenir plus rapidement, en jouant avec le son.
Davis a commencé à acheter ses propres disques et tournait avec son ami Trey Adkins, qui rimait. Selon Adkins, "Screw avait une boîte de confiture et il y a branché deux platines et a fait un fader du tuner radio pour qu’il puisse deejay." Adkins a dit que si Robert Earl n’aimait pas un disque, il le dégraderait avec une vis. Un jour Adkins lui a demandé, "Qui pensez-vous que vous êtes, DJ Screw?" Robert Earl aimait le son de cela et, à son tour, a donné à son ami de longue date un nouveau nom : Shorty Mac. [2]

## Influence
La première influence visible à internationale du style Chopped and screwed que Davis a inventé est marquée par le tube de A$AP Rocky "Purple Swag" sorti en 2011.

## Discographie
La discographie de DJ Screw est essentiellement constituée de compilations de version chopped and screwed de rappeurs locaux (Houston).

### Albums
| Année | Titre                            | Label                 |
| ----- | -------------------------------- | --------------------- |
| 1994  | Volume I: Still Afloat           | Bigtyme Recordz       |
| 1994  | 3 'n the Mornin' (Part One) (en) | Bigtyme Recordz       |
| 1995  | Volume II: All Screwed Up        | Bigtyme Recordz       |
| 1996  | 3 'n the Mornin' (Part Two) (en) | Bigtyme Recordz       |
| 1996  | I Wanna Get High with Blanksta   | Bigtyme Recordz       |
| 1999  | All Work No Play                 | Reliant Entertainment |

### Source de la traduction
- (en) Cet article est partiellement ou en totalité issu de l’article de Wikipédia en anglais intitulé « DJ Screw » (voir la liste des auteurs).